# Epinephelus albomarginatus
Epinephelus albomarginatus är en fiskart som beskrevs av Boulenger, 1903. Epinephelus albomarginatus ingår i släktet Epinephelus och familjen havsabborrfiskar. IUCN kategoriserar arten globalt som sårbar. Inga underarter finns listade i Catalogue of Life.